# Norrsjön (Frötuna socken, Uppland, 662320-166899)
Norrsjön är en sjö i Norrtälje kommun i Uppland och ingår i Norrtäljeån-Åkerströms kustområde.